# 龍坐
龍 坐（りゅう すわる、1973年2月13日 - ）は、日本の俳優。埼玉県出身。血液型は、A型。身長179cm。劇団TRASHMASTERSの一員。

## 来歴
劇団TRASHMASTERSに2000年の初演より参加。特技はギター即興弾き語り。2019年にラ・セッテを退社した。

## 出演

### テレビドラマ
- 演技者。 第15弾 TRASHMASTAURANT （2003年11-12月、フジテレビ）
- ほーむめーかー 第19話 （2004年5月20日、TBSテレビ）
- 相棒（テレビ朝日）
  - Season3 第14話「薔薇と口紅〜名門殺人学園の美女」（2005年2月16日） - 薬の売人 役
  - Season15 第3話「人生のお会計」（2016年10月26日） - 刺青師 役
- 下北サンデーズ （2006年7-9月、テレビ朝日） - マーキー 役
- 太陽と海の教室 第5話 （2008年8月18日、フジテレビ）
- インディゴの夜 （2010年1月、東海テレビ/フジテレビ） - 佐藤 役
- マジすか学園 （2010年1-3月、テレビ東京）やくざ役
- 新・警視庁捜査一課9係 Season2 第6話（2010年8月4日、テレビ朝日） - 酒井真一 役
- ハンチョウ〜神南署安積班〜 シリーズ4 〜正義の代償〜 第2話（2011年5月2日、TBSテレビ） - ヤクザ・西沢 役
- 俺の空 刑事編 第4話 （2011年11月6日、テレビ朝日） - 磯山学 役
- 三毛猫ホームズの推理 第2話（2012年4月21日、日本テレビ） - 泉田 役
- ホラー アクシデンタル 第8話「車輪の下」（2013年2月27日、フジテレビ）
- 確証〜警視庁捜査3課 第7話（2013年5月27日、TBS） - 谷修一 役
- 警部補 矢部謙三2 第1話（2013年7月5日、テレビ朝日） - 林原隆治 役
- 警視庁捜査一課9係 Season 8 第3話（2013年7月24日、テレビ朝日） - 冨樫龍二 役
- リバースエッジ 大川端探偵社 第5話（2014年5月17日、テレビ東京） - パン屋主人 役
- 玉川区役所 OF THE DEAD 第8話（2014年11月22日、テレビ東京） - 借金男 役
- 猫侍 SEASON2 第9話-第11話（2015年5月30日-2015年6月13日、サンテレビ他） - 新垣藩藩士役
- 太鼓持ちの達人〜正しい××のほめ方〜 第11話（2015年3月23日、テレビ東京） - 響良夫 役
- AKBホラーナイト アドレナリンの夜 第7話「エレベーター」（2015年10月29日、テレビ朝日） - 佐久間 役
- 仮面ライダーゴースト 第39話（2016年7月10日、テレビ朝日） - 黒川 役
- 立花登青春手控え2（2017年） - 三之助
- 鳴門秘帖 第5回（2018年5月18日、NHK BSプレミアム） -
- ドラマW イアリー 見えない顔 最終話（2018年9月8日、WOWOW） - 仏上吉治 役
- 行動心理捜査官・楯岡絵麻 第2話「近くて遠いディスタンス」武井朋彦 役
- やじ×きた 元祖・東海道中膝栗毛（2019年） ‐ 徳三
- 悪魔の弁護人・御子柴礼司 〜贖罪の奏鳴曲〜 第3話（2019年12月22日、東海テレビ） - 山崎 役

### アニメ
- 闇芝居 4期11話「白線」[2]（2017年3月12日、テレビ東京）

### バラエティ
- ウルトラゾーン（2011年 - 2012年、tvk / 円谷プロ）
  - ケムール人編（2011年 - 2012年） - 誘拐怪人ケムール人 役 ※スーツアクター
  - M1号編 第17話・「帰ってきたさすらいのM1号」・第19話「さすらいのM1号 情熱編」・第21話「さすらいのM1号 完結編」（2012年） - ボス 役

### 映画
- 光の雨（2001年）
- 20世紀少年(2009年)(2010年)
- DOG×POLICE 純白の絆（2011年10月1日、東宝）
- 女囚701号 さそり外伝（2011年10月、新東宝映画）
- 恋の罪（2011年11月12日、日活）
- アウトレイジ ビヨンド（2012年10月6日、ワーナー エンターテイメント ジャパン）
- カラスの親指（2012年11月23日、20世紀フォックス）
- ストロベリーナイト（2013年）
- 不安の種（2013年）
- エイトレンジャー2（2014年）
- 悼む人（2015年）
- 極道大戦争（2015年）
- 闇金ドッグス（2015年） - 清水次郎の部下
- 探検隊の栄光（2015年）
- イイネ！イイネ！イイネ！（2017年）
- 探偵は、今夜も憂鬱な夢を見る。（2017年）
- RUN!-3STORIES-「ACTOR」「VANISH」「追憶ダンス」（2018年）
- 今夜、ロマンス劇場で（2018年）
- ビジランテ（2018年）
- 華うつろ 花は咲く（2018年）
- じんじん～其の二～（2018年）
- 健太郎さん（2019年）　※短編

### Vシネマ
- 漆黒の男たち（2018年） - 織犯罪対策部 刑事 日向誠
- CONFLICT 〜最大の抗争〜 第三章 第四章（2020年） - 三代目阪王会若頭 三浦組組長 三浦悟

### 舞台
- trashmasters vol.14 convention hazard 奇行遊戯 （2010年）